# Кочергин, Степан Михайлович
Степан Михайлович Кочергин (1879—1929) — русский и советский специалист в области молочного дела.

## Биография
Родился в 1879 году. Выпускник Московского сельско-хозяйственного института.
C 1905 года трудился в Сибири (заведующий Томской центральной лабораторией по молочному хозяйству, секретарь Западно-Сибирского сельско-хозяйственного общества, один из редакторов томского журнала «Сибирский земледелец и садовод»).
С наступлением Февральской революции — уполномоченный по маслоделию и заготовке масла на территории Сибири (по назначению Временного правительства); после Октябрьского переворота смещён с этого места советским руководством за саботаж; как высокопрофессиональный специалист по молочному делу занялся академической работой.
В 1921 году занял кафедру молочного дела в Сибирском сельскохозяйственном институте.

## Некоторые труды
- Отчёты о деятельности Томской Центральной лаборатории по молочному хозяйству за 1907—10, 1912—13 гг.;
- Аналитические таблицы состава и физико-химических свойств сибирского масла по аналитическим данным лабораторий молочного хозяйства Западной-Сибири с 15 диаграммами;
- Практическое руководство к приготовлению экспортного масла, Томск, 1910 (переиздано в Кургане, 1915);
- Транспорт и холодильное дело молочных продуктов в Сибири, Омск, 1924;
- Опытное исследование древесины сибирских лесных пород под тару для масла, Омск, 1927;
- Опытное исследование о причинах порчи молока в Сибири, Омск, 1928[1].